# Mille Schmidt

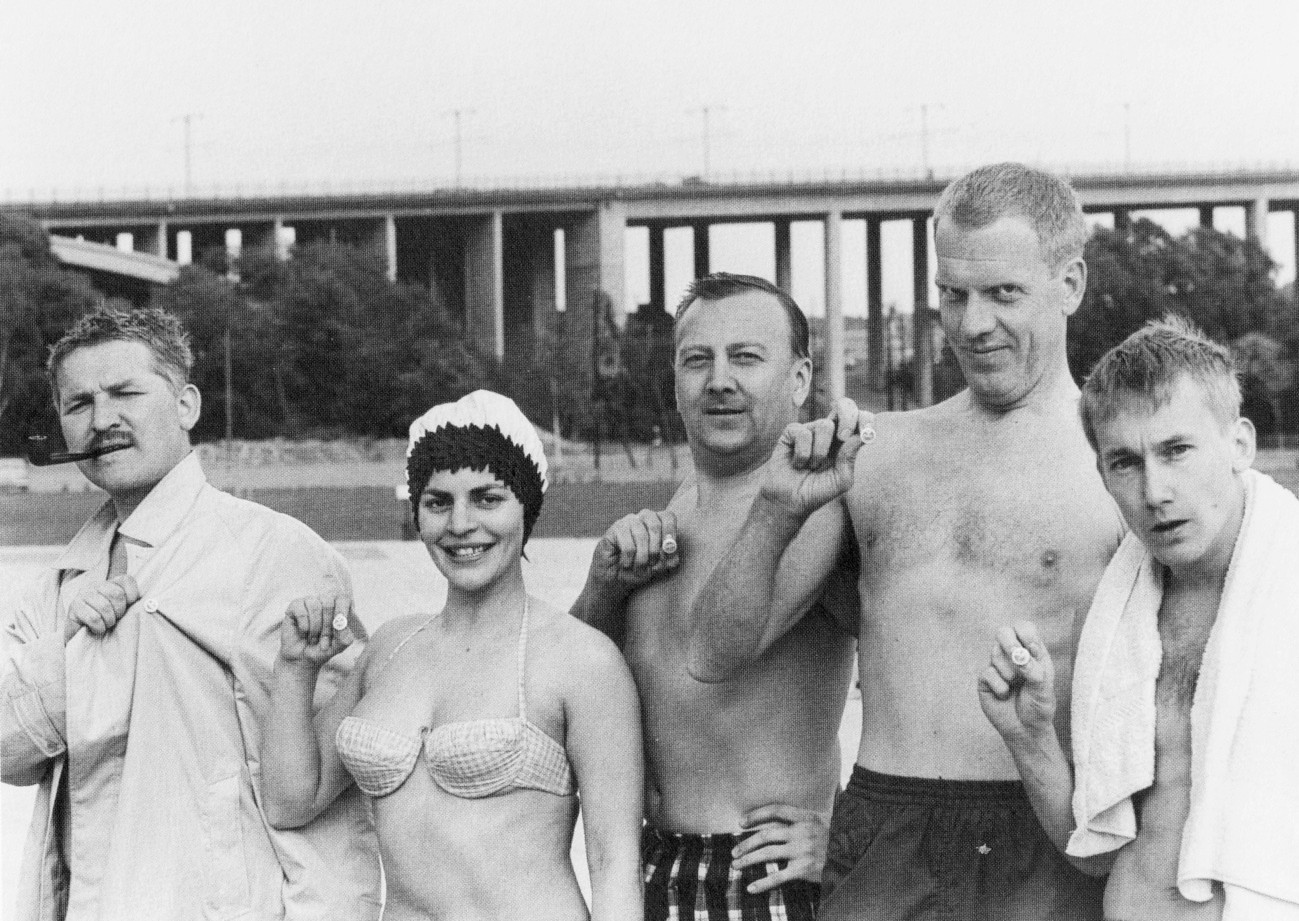
Desde la izq.: Hans Alfredson, Lissi Alandh, Mille Schmidt, Tage Danielsson y Gösta Ekman en 1962

Mille Schmidt (24 de diciembre de 1922 - 2 de febrero de 2003) fue un actor, intérprete de revista y director de nacionalidad sueca.

## Biografía
Su verdadero nombre era Arne Erik Emil Åkerblom, y nació en la parroquia de Mariefred, Municipio de Strängnäs (Suecia)
Schmidt inició su carrera como regidor de espectáculo en vivo de Karl Gerhard. Debutó como actor en la revista Två stjärnor och en smäll en 1945. Trabajó para la Casinorevyn, a menudo como suplente de Carl-Gustaf Lindstedt en el grupo cómico Tre Knas. Fue reclutado por Felix Alvo para trabajar en la primera de las revistas de la serie Knäppupp, Akta huvet, representada en 1952–1953. Debutó en el cine con Påhittiga Johansson en 1950. También participó en las revistas de Hans Alfredson y Tage Danielsson Gröna Hund (1962),  Konstgjorda Pompe (1963) y Gula Hund (1964).
Se hizo conocido del gran público gracias al programa radiofónico Pekkas kappsäck (1957), en el cual encarnaba a Hönebjär. Schmidt también fue productor de la popular serie radiofónica Räkna med bråk, que protagonizaban Carl-Gustaf Lindstedt y Arne Källerud. Schmidt también fue conocido por su papel de sacerdote en el show televisivo de humor Partaj, emitido a finales de los años 1960. También fue memorable su papel de cartero en la serie televisiva Söderkåkar (1970) y el de Gustavsson en la serie de calendario de Adviento de Tage Danielsson Herkules Jonssons storverk (1969).
Schmidt fue igualmente director de algunas las revistas de Hagge Geigert representadas en el Lisebergsteatern de Gotemburgo, y en 1989–1990 actuó en la revista de Povel Ramel y Hans Alfredson Tingel Tangel på Tyrol.
Mille Schmidt falleció en Estocolmo, Suecia, en el año 2003, y sus restos se depositaron en el Columbario de la Iglesia Engelbrekt de dicha ciudad. Se había casado en 1954 con Britt Kvint, con la que tuvo dos hijas, Lotta (nacida en 1956) y Anna (nacida en 1963 a asentada en Dinamarca).

## Filmografía (selección)

### Actor
- 1950 : Påhittiga Johansson
- 1951 : Poker
- 1952 : Blondie, Biffen och Bananen
- 1953 : Dumbom
- 1953 : Vägen till Klockrike
- 1953 : Vi tre debutera
- 1953 : I dur och skur
- 1953 : Alla tiders 91 Karlsson
- 1954 : Hjälpsamma herrn
- 1954 : I rök och dans
- 1955 : Vildfåglar
- 1955 : Stampen
- 1955 : Hoppsan!
- 1955 : Sommarnattens leende
- 1956 : Skorpan
- 1956 : Ratataa
- 1957 : Far till sol och vår
- 1958 : Jazzgossen
- 1958 : Damen i svart
- 1958 : Åsa-Nisse i full fart
- 1959 : Guldgrävarna
- 1959 : Sköna Susanna och gubbarna
- 1959 : Brott i paradiset
- 1962 : En nolla för mycket
- 1964 : Drömpojken
- 1964 : Svenska bilder
- 1966 : Trettio pinnar muck
- 1967 : Drrapå - kul grej på väg till Götet
- 1967 : En sån strålande dag
- 1969 : Herkules Jonssons storverk (TV)
- 1969 : Mej och dej
- 1970 : Söderkåkar (TV)
- 1971 : 47:an Löken
- 1972 : 47:an Löken blåser på
- 1976 : Smurfarna och den förtrollade flöjten (voz)
- 1981 : Varning för Jönssonligan
- 1982 : Snow White and the Seven Dwarfs (voz)
- 1985 : The Black Cauldron (voz)
- 1985 : Pedro sin cola in America (voz)
- 1986 : The Great Mouse Detective (voz)

### Director
- 1966 : Ärtor och bäsk
- 1968 : Tant Grön, tant Brun och tant Gredelin (TV)
- 1968 : Petters och Lottas jul (TV)
- 1968 : Farbror Blås nya båt
- 1968 : Tant Bruns födelsedag (TV)
- 1970 : Petter och Lotta på nya äventyr (TV)
- 1975 : Kom till Casino

### Banda sonora
- 1957 : Räkna med bråk

## Teatro

### Actor
- 1952 : Kyss mej Katie, de Karl Gerhard, dirección de Per Gerhard, Chinateatern[1]
- 1952 : Knäppupp I - Akta huvet, de Povel Ramel, dirección de Per-Martin Hamberg, Lorensbergs Cirkus y Folkan
- 1953 : Djuprevyn 2 meter, de Povel Ramel y Yngve Gamlin, dirección de Egon Larsson, Idéonteatern
- 1954 : Knäppupp II - Denna sida upp, de Povel Ramel y Yngve Gamlin, dirección de Per-Martin Hamberg, Idéonteatern
- 1957 : Kråkslottet, de Karl Gerhard, dirección de Hasse Ekman, Idéonteatern
- 1958 : Spetsbyxor, de P.A. Henriksson, dirección de Nils Poppe, Idéonteatern
- 1959 : Två träd, de Karl Gerhard, dirección de Hasse Ekman, Idéonteatern
- 1959 : Doktor Kotte slår till eller Siv Olson, de Hans Alfredson y Tage Danielsson, dirección de Per Edström, Idéonteatern
- 1962 : Dax igen, de Povel Ramel, dirección de Herman Ahlsell, Idéonteatern[2] y gira
- 1964 : Den stora effekten, de Robert Dhery, dirección de Stig Ossian Eriksson, Idéonteatern
- 1964 : Gula hund, de Hans Alfredson y Tage Danielsson, dirección de Tage Danielsson, Chinateatern[3]
- 1965 : A Funny Thing Happened on the Way to the Forum, de Stephen Sondheim, Burt Shevelove y Larry Gelbart, dirección de Gösta Bernhard, Idéonteatern[4]

### Director
- 1961 : Klappa din hand, de Beppe Wolgers y Pär Rådström, Hamburger Börs[5]
- 1967 : Svendska revyn, de Svend Asmussen y Beppe Wolgers, Idéonteatern
- 1989 : Skrattverket, Intiman[6]
- 1990 : Skrattverket, Intiman